# Utazások egy szerzetessel (film)
Utazások egy szerzetessel 2005-ös magyar film Böjte Csaba erdélyi ferences szerzetesről és gyermekotthonairól.
A film DVD-n is megjelent, magyar nyelvű, és angol feliratos változatban is, nemcsak európai (PAL), hanem amerikai (NTSC) rendszerben is.